# Ctenotus ora
Espèce
Ctenotus ora est une espèce de sauriens de la famille des Scincidae.

## Répartition
Cette espèce est endémique du Sud-Ouest de l'Australie-Occidentale en Australie.

## Étymologie
Le nom spécifique ora vient du latin ora, la côte, en référence à la distribution côtière de ce saurien.

## Publication originale
- Kay & Keogh, 2012 : Molecular phylogeny and morphological revision of the Ctenotus labillardieri (Reptilia: Squamata: Scincidae) species group and a new species of immediate conservation concern in the southwestern Australian biodiversity hotspot. Zootaxa, no 3390, p. 1-18.